# Айдарли (Карасуський район)
Айдарли́ (каз. Айдарлы) — село у складі Карасуського району Костанайської області Казахстану. Адміністративний центр Айдарлинського сільського округу.
Населення — 501 особа (2021; 723 у 2009, 909 у 1999, 1230 у 1989).